# Asociación de Bancarios del Uruguay
La Asociación de Bancarios del Uruguay (AEBU) es la organización sindical que agrupa y organiza a trabajadores y jubilados de los bancos y empresas financieras de Uruguay. Fue fundada el 5 de mayo de 1942. Es uno de los sindicatos fundadores de la Convención Nacional de Trabajadores (CNT) y luego del PIT-CNT.

## Órganos del sindicato
AEBU adopta para su gobierno la forma democrática representativa, sobre la base de la intervención directa de sus afiliados de acuerdo a sus estatutos. Los principales órganos de la Asociación son la Asamblea General de los afiliados, las Asambleas Generales por Sector, la Asamblea Nacional de Delegados, el Consejo Central y los Consejos del Sector Financiero Privado y del Sector Financiero Oficial.

### Consejo Central
El Consejo Central es el responsable de la dirección y administración de la Asociación; cuenta con 11 integrantes, entre ellos, el presidente y Secretario General del sindicato. El cargo de Presidente actualmente es desempeñado por Elbio Monegal y el cargo de Secretario General por Fernando Gambera.

### Consejo de Sector Financiero Oficial
El Consejo de Sector Financiero Oficial abarca a los trabajadores de los bancos de propiedad estatal (Banco de la República Oriental del Uruguay, Banco de Seguros del Estado, Banco Hipotecario del Uruguay, Agencia Nacional de Vivienda y Banco Central del Uruguay). Está integrado por once miembros. El presidente actual es Marcelo Ronchi.

### Consejo de Sector Financiero Privado
El Consejo de Sector Financiero Privado abarca a los trabajadores de los bancos privados, casas bancarias, cooperativas de ahorro y crédito, financieras, compañías de seguros, transportadoras de caudales, tarjetas de crédito, círculos de ahorro, cajeros automáticos y de todas aquellas empresas que suministran o atienden servicios relacionados con la actividad financiera. Está integrado por once miembros. El actual presidente es Juan Fernández.

## Organización territorial
AEBU es una organización de alcance nacional cuya sede central se encuentra en Montevideo. Además cuenta con 22 sedes distribuidas a lo largo y ancho del país.
La sede central de AEBU está ubicada en la intersección de las calles Camacuá, Brecha y Reconquista en el barrio Ciudad Vieja de Montevideo. Este edificio, obra de los arquitectos Rafael Lorente Escudero, Rafael Lorente Mourelle y Juan J. Lussich, reúne diferentes espacios en una arquitectura abierta donde conviven la actividad gremial, con la deportiva y cultural.

## Servicios

### Club Deportivo
Fundado en 1971, el Club Deportivo de AEBU ofreció desde sus inicios propuestas de actividades para toda su comunidad de socios. Su desarrollo como un espacio de actividad física al servicio de los trabajadores, accesible desde la rambla montevideana y en la Ciudad Vieja, potenció la participación histórica en deportes federados. "En los tiempos inmediatos a la instauración dictatorial las actividades deportivas habituales, clases de gimnasia, etc., se vieron completadas con la realización de torneos entre equipos de basketball, fútbol de salón, conformados por bancarios, así como competencias con otros sectores de trabajadores". Esta estrategia de "puertas abiertas" blindó al sindicato durante la última dictadura cívico-militar por la presencia de gente en forma permanente.

### Jardín y Extensión Escolar
El Jardín de Infantes surgió en 1974 para dar respuesta a una necesidad de los trabajadores de la actividad financiera. En ese momento la educación inicial no era obligatoria. Luego de la reapertura democrática, el programa educativo elaborado por el personal docente, el plantel de psicólogas y docentes de áreas especiales del Jardín fue adoptado —con pequeñas modificaciones— por el Consejo de Educación Primaria, como programa oficial.  
Tiempo después se incorporó la informática educativa a través de la robótica y fue uno de los pocos centros educativos del país donde se educó a través de este valioso método. La innovación fue merecedora de un premio de la Intendencia de Montevideo y ha sido tomada como eje de una investigación de tesis en la Facultad de Ingeniería de la Udelar.  
La propuesta del Jardín también se hizo extensiva a los hijos de los bancarios residentes en el interior del país y se subsidió las cuotas de niños en diversos jardines y guarderías de sus respectivas localidades de residencia. Al jardín concurren a él hijos y nietos de trabajadores del sistema financiero público y privado, que se completa a través de convenios con trabajadores judiciales, el Colegio de Contadores, el Sindicato Médico del Uruguay y la Asociación de la Prensa Uruguaya, entre otros. El centro atiende niños de 18 meses a 12 años, divididos en tres niveles: jardín maternal, jardín de infantes inicial y extensión escolar.

### Hogar Estudiantil
El Hogar Estudiantil fue un proyecto surgido en 1973, destinado a jóvenes hijos y nietos de afiliados que necesitaban residir en la capital para continuar sus estudios. Bajo la modalidad de la cogestión, el hogar es conducido por el coordinador del hogar, la dirección sindical, los padres y los jóvenes. Esta gestión conjunta permite una convivencia ordenada que tiene en cuenta los intereses de los jóvenes. Desde julio de 2011 la casa está ubicada en el barrio de Parque Rodó y su adquisición fue posible gracias al fondo solidario constituido con los despidos donados por los trabajadores de los quebrados bancos Comercial, Caja Obrera y Montevideo, luego ingresados al Nuevo Banco Comercial.

### Biblioteca y Archivo
La biblioteca presta servicios a los afiliados de todas las categorías: sindicales, socios cooperadores del Club Deportivo y socios culturales. Tiene alcance nacional a través del vínculo con bibliotecas de las seccionales de AEBU.
AEBU ha mantenido siempre una cultura y una conciencia de su pasado, en las voces de sus protagonistas, en la memoria escrita de sus periódicos, documentos y actas, y en la imagen de sus fotografías y registros audiovisuales conservados fundamentalmente en la sede central en Montevideo bajo el amparo de una Secretaría de Prensa y Propaganda y la gestión administrativa de una Secretaría Gremial. 
Con el paso del tiempo, los documentos en poder de AEBU pasan a ser fuente oficial de la historia, con los trabajadores y trabajadoras y su accionar colectivo en primer plano. Sin embargo, lamentablemente, AEBU se ha enfrentado a dos problemas: la posibilidad de no rescatar a tiempo las fuentes orales y la fragilidad de los soportes de conservación de los documentos. Surge así, en 2011, la necesidad de velar por la integridad de ese acervo, de aplicar criterios científicos para constituir un archivo y de conjugar el control físico e intelectual con el servicio de acceso público. Se constituye entonces el Archivo Documental Histórico, con su espacio de custodia documental y de administración, accesible desde la calle Reconquista, contiguo a la imprenta, así como su sala de lectura y consulta en la biblioteca.

### Sala Camacuá
El anfiteatro, como parte de la importante obra arquitectónica de la sede central declarada monumento histórico nacional, presenta un conjunto orgánico espacial con gran independencia entre las actividades gremiales, deportivas y culturales; logrando al mismo tiempo un diálogo integrador con su entorno.

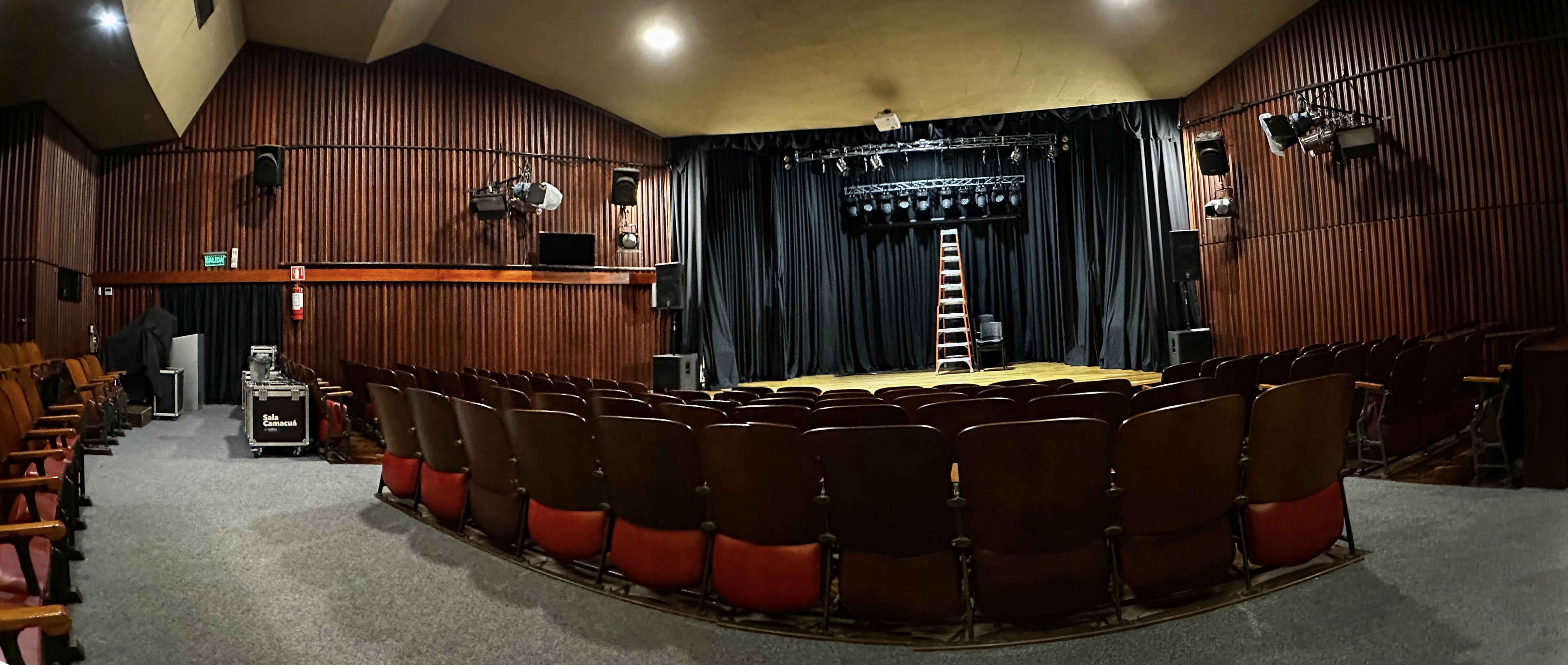
Sala Camacuá de AEBU (Asociación de Bancarios del Uruguay)

Se encuentra ubicada en un espacio de enorme valor, donde tuvieron origen las más importantes manifestaciones culturales de nuestro país (tango, candombe, troupes y murgas). Durante los años 70 y 80 fue un baluarte de resistencia cultural, en el que se desarrollaron importantes ciclos de música y cine (a través de Cinemateca) y en el que fueron recibidos desde el exilio artistas como Alfredo Zitarrosa, Daniel Viglietti, el elenco del Teatro El Galpón y la Camerata, entre otros.
Su capacidad locativa es de 260 espectadores, con butacas de madera y asientos de resorte, que son parte del diseño de una sala concebida para espectáculos de música a partir de su planta en forma de cono, que permite brindar una acústica perfecta.

### Parque Vacacional Piriápolis
El predio del parque vacacional está ubicado en la ciudad de Piriápolis de Maldonado en la calle Wilson Ferreira Aldunate s/n y Julián Álvarez (a ocho cuadras del inicio de la ciudad y a cuatro de la rambla), a pocas cuadras del centro comercial y principales atractivos turísticos.
El Parque Vacacional dispone de más de 300 parcelas para acampar con servicio de energía eléctrica, duchas con agua caliente, agua potable, salón de usos múltiples, hornos de piedra, juegos para niños, canchas, acceso wifi, zona de ejercicios con estaciones accesibles, estacionamiento vigilado y otras comodidades..

### Complejo Daymán
El complejo AEBU Daymán Juanjo Ramos —ubicado en Rambla Circunvalación Daymán, s/n, en las termas de Daymán (Salto)— consta de 16 apartamentos con capacidad para cuatro personas cada uno. Desplegados en dos bloques, separados por el jardín y la piscina de agua termal, suman el salón comedor, una cocina para soluciones gastronómicas rápidas y el infaltable parrillero con su barbacoa, en construcciones anexas.
Con el nombre de este complejo se homenajea al fallecido dirigente Juan José Ramos, cuya figura se agigantó durante la crisis de 2002 y alcanzó relieve nacional.